# 176 Iduna
176 Iduna eller 1945 RQ är en asteroid upptäckt 14 oktober 1877 av astronomen Christian Heinrich Friedrich Peters i Clinton, New York. Gustaf Svanberg, som träffat Peters vid ett par tillfällen, menar i sina memoarer att asteroiden namngavs efter att Peters besökt sällskapet Idun i Stockholm. Idun är även namnet på en gudinna inom nordisk mytologi.